# Salacia lebrunii
Salacia lebrunii är en benvedsväxtart som beskrevs av Rudolf Wilczek. Salacia lebrunii ingår i släktet Salacia och familjen Celastraceae. Inga underarter finns listade.